# Nevil Maskelyne
Nevil Maskelyne (Londra, 6 ottobre 1732 – Greenwich, 9 febbraio 1811) è stato un astronomo britannico.
È stato il quinto astronomo reale, dal 1765 al 1811.

## Biografia
Maskelyne nacque a Londra, terzo figlio di Edmund Maskelyne di Purton, nel Wiltshire. Il padre di Maskelyne morì quando il ragazzo aveva 12 anni, lasciando la famiglia in ristrettezze. Maskelyne frequentò la Westminster School e non aveva ancora terminato gli studi quando anche sua madre morì, nel 1748. Iniziò ad interessarsi di astronomia quand'era ancora alla Westminster School, subito dopo l'eclissi del 25 luglio 1748.
Maskelyne entrò all'Università di Cambridge nel 1749 e si laureò come il migliore del suo corso in matematica nel 1754. Ordinato ministro nel 1755, divenne associato al Trinity College di Cambridge nel 1756.
Nel 1785 circa, Maskelyne sposò Sophia Rose di Cotterstock, nel Northamptonshire. La loro unica figlia, Margaret (1786 - 1858) fu madre di Nevil Story Maskelyne (1823 - 1911), professore di mineralogia ad Oxford dal 1856 al 1895. Margaret, sorella di Nevil Maskelyne, sposò Robert Clive, primo Barone di Plassey.
Nevil Maskelyne è sepolto nel cimitero della chiesa di Santa Maria Vergine, la chiesa parrocchiale di Purton, il paese di suo padre.

## Carriera

### Misura della longitudine
Nel 1758 Maskelyne fu ammesso alla Royal Society, che nel 1761 lo inviò sull'isola di Sant'Elena per osservare il transito di Venere. Si trattava di una spedizione importante, perché accurate misure avrebbero permesso di dedurre dalle osservazioni raccolte la distanza della Terra dal Sole, in modo da determinare la scala del sistema solare.
Il cattivo tempo impedì di effettuare osservazioni utili, tuttavia Maskelyne sfruttò il viaggio per sviluppare un metodo per la determinazione della longitudine utilizzando la posizione della Luna, chiamato il metodo della distanza lunare. Tornò in Inghilterra nel 1761 dove riprese la sua posizione di curato di Chipping Barnet ed iniziò a lavorare ad un libro. Descrisse il metodo lunare per il calcolo della longitudine in The British Mariner's Guide del 1763, in cui suggerì di pubblicare ogni anno in una forma facilmente accessibile ai naviganti i dati relativi alla distanza lunare per facilitare il calcolo della longitudine in mare. La proposta fu approvata dal governo e nel 1766 fu pubblicato l'Almanacco nautico relativo al 1767 sotto la direzione di Maskelyne.
A dispetto di un possibile conflitto di interessi, nel 1763 la Commissione per la scoperta del calcolo della longitudine in mare (Commissioners for the Discovery of the Longitude at Sea, abbreviato in Board of Longitude) inviò Maskelyne a Barbados per calcolarne la longitudine della capitale, Bridgetown, dall'osservazione dei satelliti di Giove ed anche per testare il metodo della distanza lunare da lui proposto e confrontarlo con il cronometro di John Harrison, il timekeeper n. 4. Nonostante il successo incontrato dall'apparecchio in tale prova e riscontrato da Maskelyne, ad Harrison fu richiesto di fornire disegni dettagliati e di costruire altri due cronometri, uno dei quali fu testato da re Giorgio III stesso.
I risultati della spedizione furono resi noti durante un incontro del Board of Longitude nel 1765: il cronometro di Harrison aveva permesso di determinare la longitudine di Bridgetown con uno scarto di meno di dieci miglia dopo un viaggio in mare di più di 5.000 miglia. Il metodo di Maskelyne aveva accumulato un errore di 30 miglia. Tuttavia, quattro degli ufficiali navali presenti dichiararono che i loro calcoli erano stati eseguiti sotto le indicazioni di Maskelyne ed erano quindi soggetti alla loro inesperienza. Inoltre, il metodo della distanza lunare non era in una posizione tale da vincere il premio in palio perché faceva affidamento su tavole che solo Maskelyne era in grado di calcolare.
Subito dopo il suo rientro in Inghilterra Maskelyne fu nominato Astronomo Reale, dopo che i due suoi predecessori erano morti in rapida successione. Maskelyne divenne ex-officio membro del Board of Longitudine e sembra abbia influenzato la commissione a sfavore di Harrison. Infatti, poco dopo che ebbe ricevuto l'incarico di astronomo reale fu diffuso un rapporto negativo sul cronometro di Harrison ed inoltre rifiutò di tener conto del fatto che fosse noto il tasso a cui i cronometri di Harrison guadagnavano o perdevano tempo e li bollò come inaccurati. È importante sottolineare che Maskelyne non era l'unico sostenitore del metodo della distanza lunare, appoggiato fortemente anche da altri membri del Board of Longitude e della Royal Society che ritenevano la soluzione scientifica di Maskelyne concettualmente e intellettualmente superiore alla soluzione meccanica di Harrison. Quando infine Harrison ricevette il suo premio, fu per atto del Parlamento e non perché disposto dalla Commissione della longitudine.
Ciononostante, è importante evitare che questi eventi oscurino il contributo di Maskelyne alla scienza della navigazione ed all'astronomia. Mentre i cronometri erano in effetti più accurati, il metodo delle distanze lunari era più economico e fu il metodo predominante per tutto il XIX secolo. Poiché Maskelyne eseguì le sue osservazioni ed i suoi calcoli all'Osservatorio Reale di Greenwich, il meridiano di Greenwich divenne l'elemento base comune nel calcolo della longitudine e fu adottato a livello internazionale come "meridiano primo" nel 1884.

### Misura della latitudine
Maskelyne si interessò inoltre in varie operazioni geodetiche, in particolare la misura della latitudine del confine tra Maryland e Pennsylvania, eseguita da Mason e Dixon nel 1766 - 1768, e successivamente la determinazione della longitudine relativa di Greenwich e Parigi. Il lavoro fu eseguito sul lato francese da Cassini, Legendre e Méchain; sul lato inglese dal Generale Roy. Queste misurazioni furono le prime della grande triangolazione della Gran Bretagna. Le sue osservazioni apparvero in quattro volumi a foglio largo dal 1776 al 1811 ed alcune di esse furono ristampate negli Elementi di Astronomia (Elements of Astronomy) di Samuel Vince.

### Esperimento dello Schiehallion
Nel 1772 Maskelyne propose alla Royal Society di realizzare un esperimento che avrebbe permesso di misurare la densità della Terra utilizzando un filo a piombo. L'Esperimento dello Schiehallion divenne famoso col nome della montagna su cui fu condotto lo Schiehallion in Scozia, caratterizzata dall'avere una forma conica che semplificava notevolmente il calcolo del suo volume. Durante l'esperimento, eseguito nel 1774, furono confrontate la differenza rilevata nella latitudine apparente tra due stazioni su lati opposti della montagna e la differenza reale della latitudine misurata tramite la triangolazione. Dalle osservazioni di Maskelyne, Charles Hutton dedusse un valore della densità della Terra pari a 4,5 volte quello della densità dell'acqua (Il valore corretto, secondo misurazioni moderne, è pari a 5,515 volte la densità dell'acqua).
Maskelyne non fu il primo a suggerire un tale esperimento, che era stato già tentato nel 1738 da Pierre Bouguer e Charles Marie de La Condamine sul Chimborazo.

## Altri lavori
Il primo contributo di Nevil Maskelyne alla letteratura astronomica fu A Proposal for Discovering the Annual Parallax of Sirius (in italiano, Una proposta per scoprire la parallasse annua di Sirio), pubblicato nel 1760. I successivi contributi al Philosophical Transactions of the Royal Society comprendono le osservazioni del transito di Venere (1761 e 1769), sulle maree a Sant'Elena (1762) e su vari fenomeni astronomici osservati dall'isola di Sant'Elena (1764) e da Barbados (1764).
Maskelyne inoltre introdusse diversi miglioramenti pratici come misurare il tempo in decimi di secondo. Prevalse inoltre sul governo riuscendo a far rimpiazzare il quadrante murale di John Bird con un cerchio ripetitore di 6 piedi (1,8 m) di diametro. Il nuovo strumento fu costruito da Edward Troughton ma Maskelyne morì prima di vederlo completato.

## Maskelyne nella letteratura e nelle arti

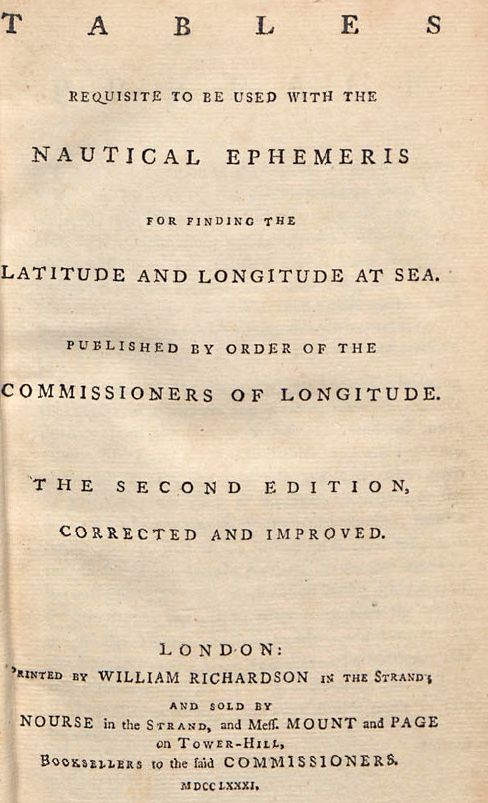
Tables requisite to be used with the astronomical and nautical ephemeris for finding the latitude and longitude at sea, 1781

- Maskelyne appare come un personaggio importante nel libro scritto da Dava Sobel e pubblicato nel 1995 nella versione originale col titolo: Longitude: The True Story of a Lone Genius Who Solved the Greatest Scientific Problem of His Time e successivamente in italiano come Longitudine, e nella serie televisiva basata su di esso.
- Maskelyne è un personaggio secondario in Mason & Dixon di Thomas Pynchon.

## Onorificenze
- Nel 1775 ha ricevuto la medaglia Copley della Royal Society.
- Il cratere lunare Maskelyne è così nominato in suo onore.

## Opere
- (EN) Tables requisite to be used with the astronomical and nautical ephemeris for finding the latitude and longitude at sea, London, William Richardson, 1781.